# Ulica Mariacka w Katowicach

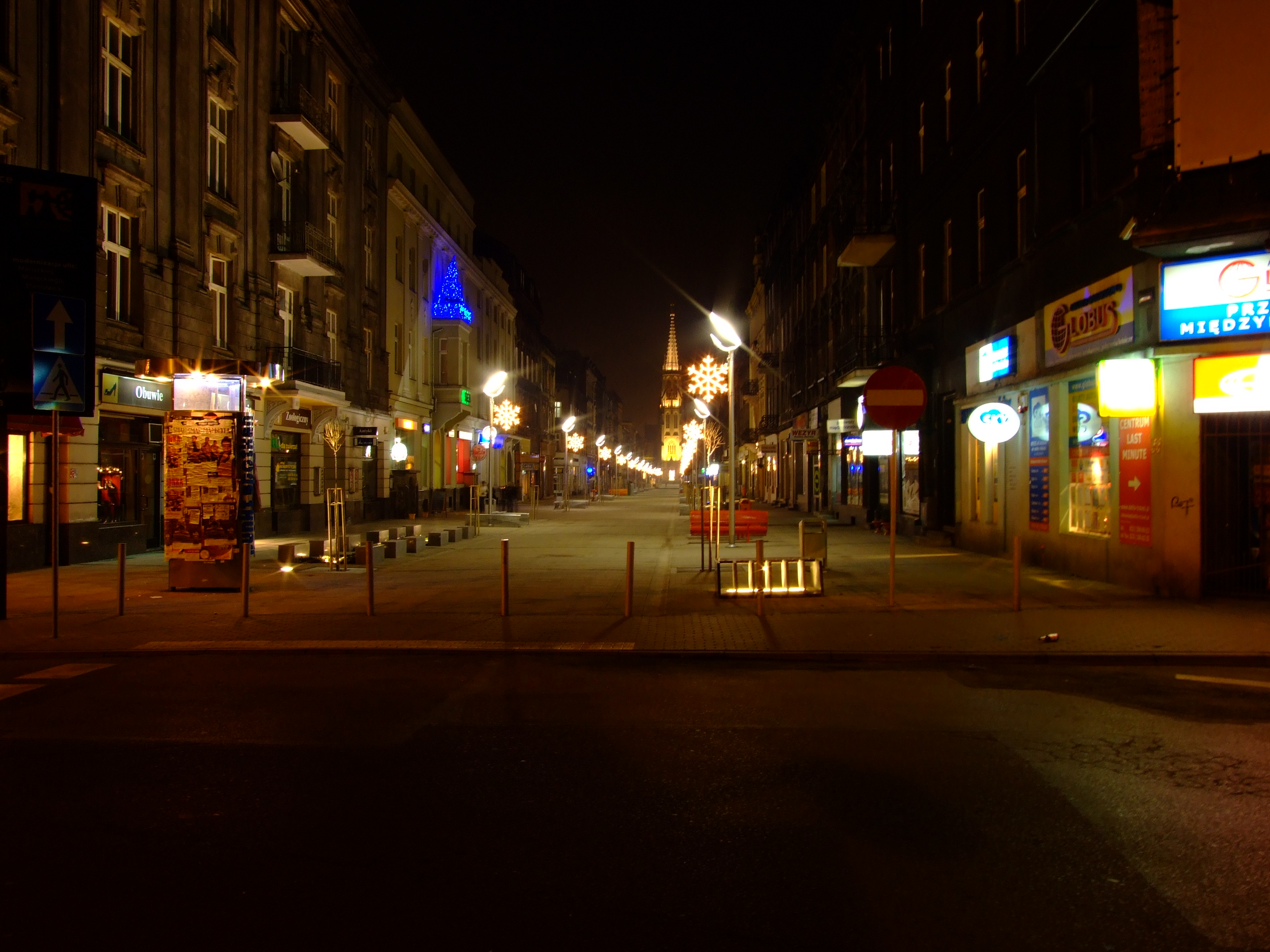
Widok ul. Mariackiej nocą

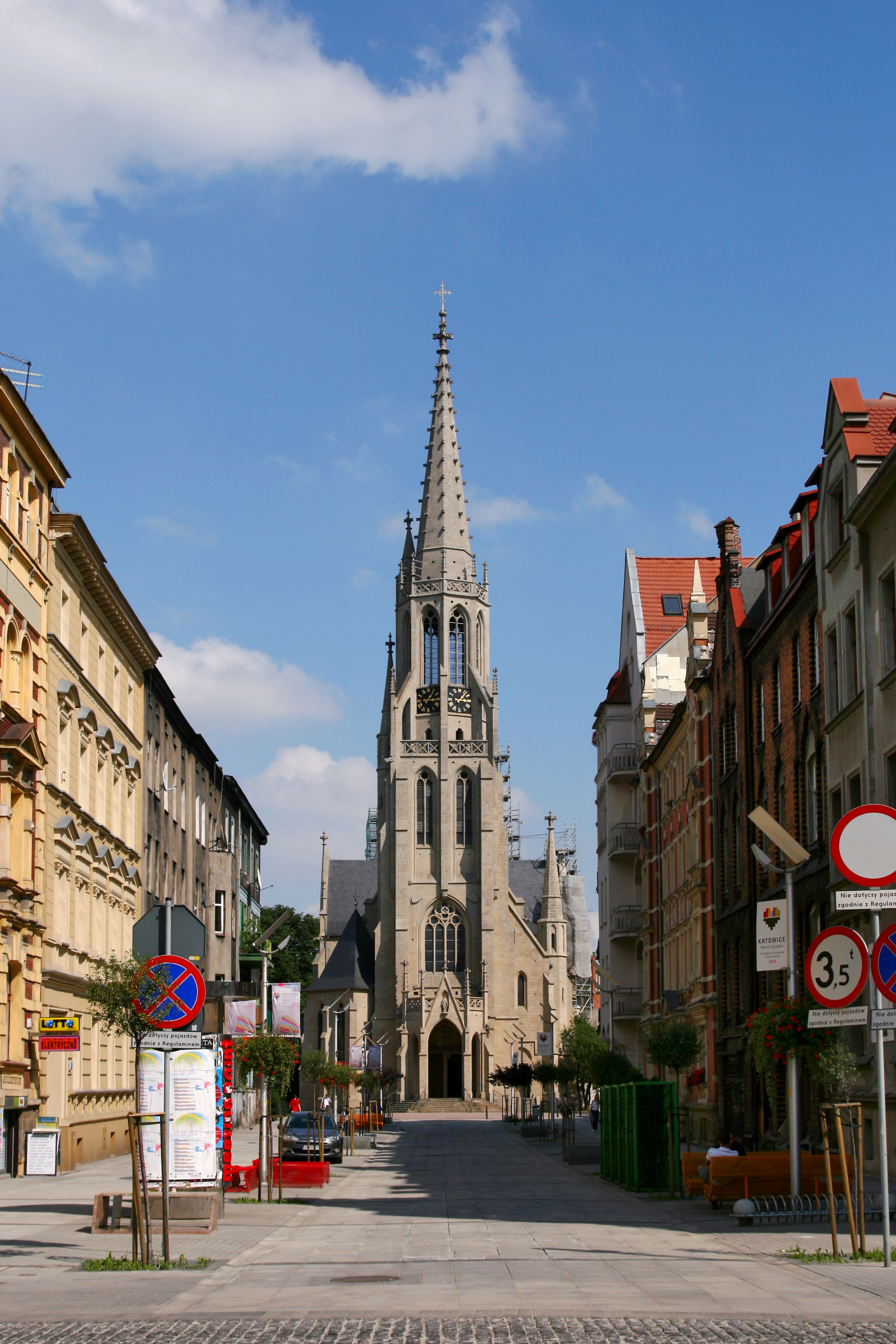
Kościół Mariacki i ul. Mariacka

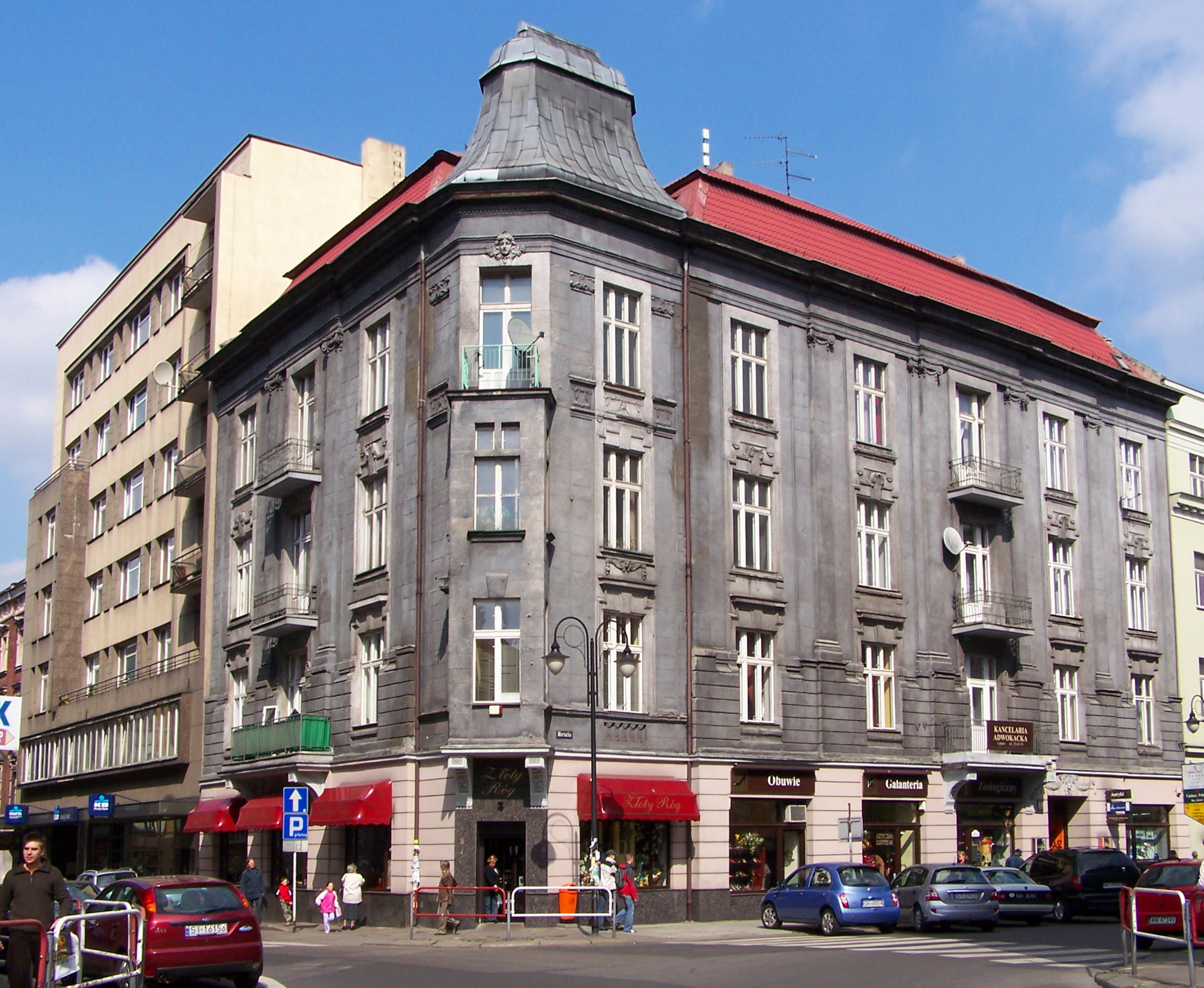
Kamienica przy ul. Mariackiej 2 (róg z ul. A. Mielęckiego)

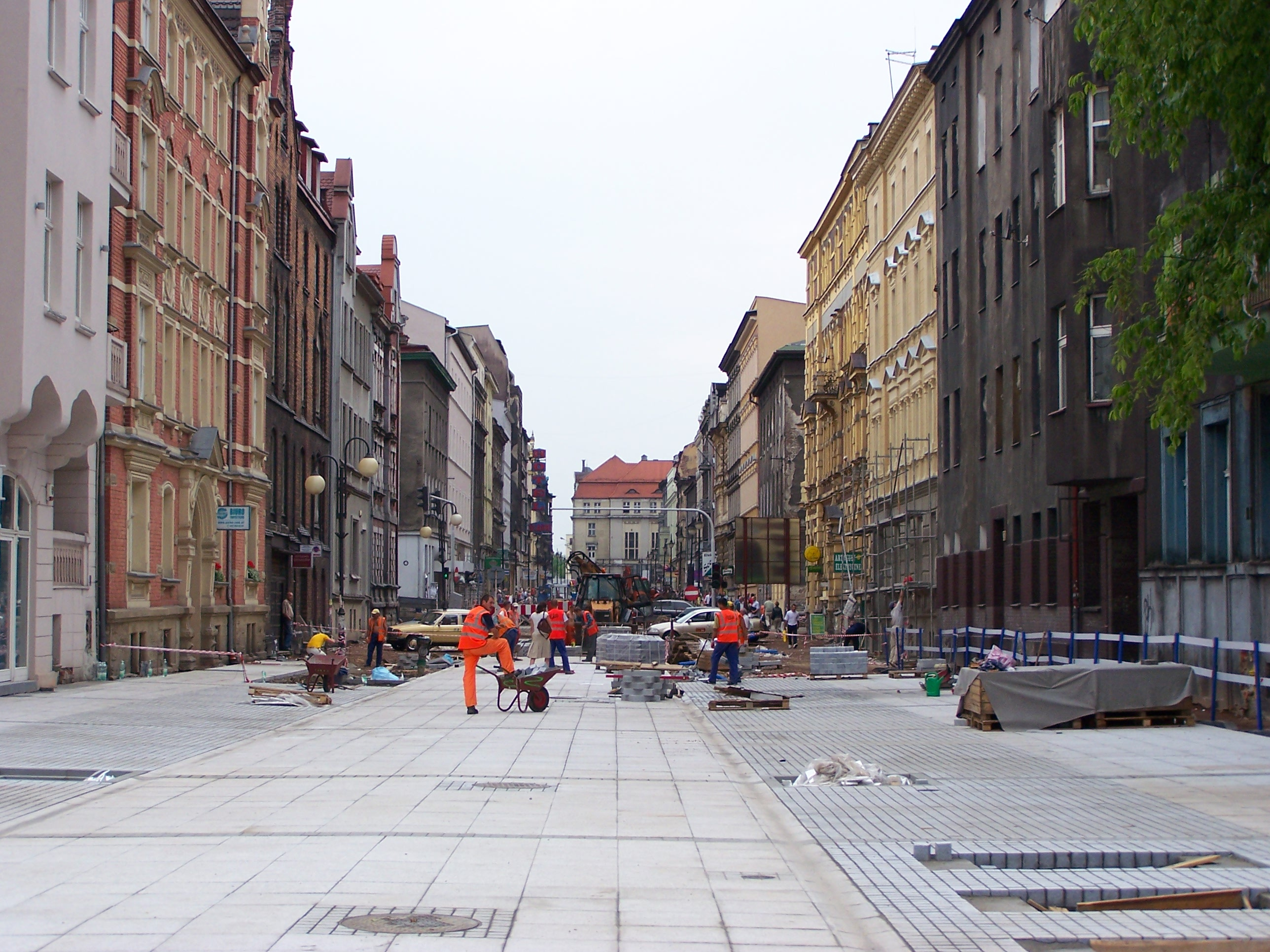
Widok ul. Mariackiej podczas przebudowy

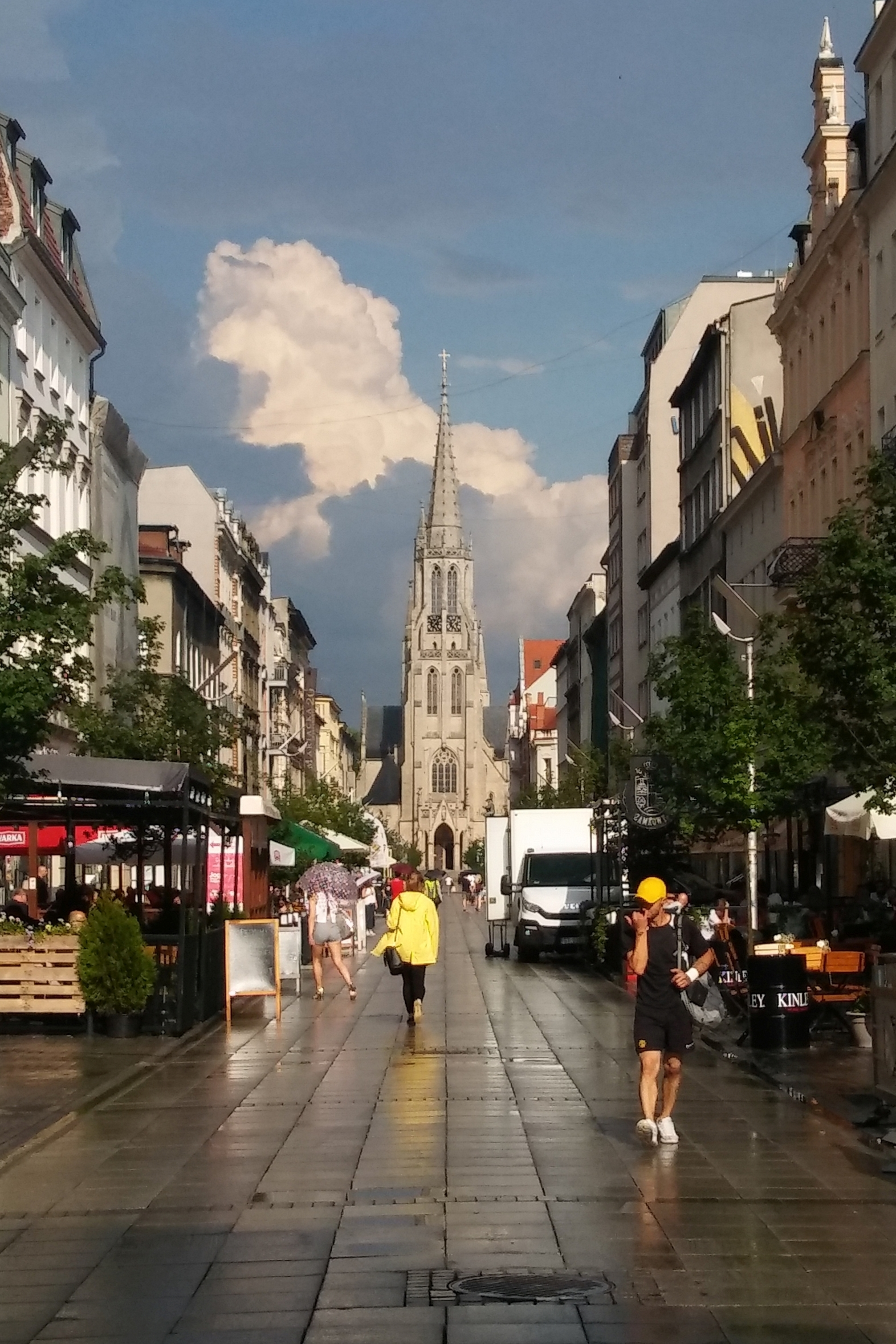
Ulica Mariacka w kierunku wschodnim w 2018 roku

Ulica Mariacka w Katowicach (1876–1922 i 1939–1945 Richard Holtzestraße) – jedna z ważniejszych ulic w katowickiej dzielnicy Śródmieście. Jej nazwa wywodzi się od Kościoła Mariackiego, do którego prowadzi. W 2008 ulicę przekształcono w deptak.

## Przebieg
Na całej swej długości ulica Mariacka to deptak. Swój bieg zaczyna przy skrzyżowaniu z ulicami Dworcową (dawniej Bahnhofstraße) i A. Mielęckiego. Następnie krzyżuje się z ulicą św. Stanisława (również deptak) oraz ul. Francuską. Deptak kończy swój bieg przy Kościele Mariackim (plac bł. księdza Emila Szramka).

## Historia
Ulica Mariacka została zabudowana w drugiej połowie XIX wieku według planu Nepilly'ego z 1875 (blok zamknięty ulic na wschód od Rynku). W 1876 ulicy nadano nazwę Richard Holtzestraße na cześć, obchodzącego wtedy dwudziestopięciolecie pracy jako lekarz, Richarda Holtzego – przewodniczącego ówczesnej Rady Miejskiej Katowic. Pod koniec XIX wieku przy ulicy działała restauracja Kasulke. 27 stycznia 1901 w domu przy Holtzestraße 18 urodził się Willy Fritsch – jedna z najważniejszych gwiazd dawnego kina niemieckiego.
Przed I wojną światową pod numerem 4–6 założono hotel „Savoy”; w 1929 r. dysponował on m.in. restauracją, winiarnią i salą do zebrań towarzyskich; istniał do 1939; w okresie międzywojennym należał do A. Czaplickiego. W restauracji hotelu dnia 20 czerwca 1922 na uroczystym śniadaniu spotkali się Wojciech Korfanty i Józef Rymer ze Stanisławem Szeptyckim. W dwudziestoleciu międzywojennym przy ulicy swoją siedzibę miały: Bank Śląski - Banque de Silésie SA (oddział, pod numerem 24), hotel Europejski (wzniesiony w latach 1930–1931 przy ul. Mariackiej 15), restauracja Kessel Juliusza Grundmanna (pod numerem 27), restauracja Józefa Adamaszka (pod numerem 24), cukiernia Astoria Walentego Rybki (ul. Mariacka 1), oddział towarzystwa ubezpieczeniowego Kotwica (pod numerem 3). Około 1926 pod numerem 2 działalność prowadził Bank Dewizowy, pod numerem 12 – Górnośląski Bank Związkowy, pod numerem 17 – Ogólna Spółka Rewizyjna i Powiernicza Vera. Przed II wojną światową przy ul. Mariackiej 5 założono Dom Techniczno-Handlowy Industria Ludwika Żmigroda. W latach 1925–1926 pod numerem 13 znajdował się konsulat Brazylii i redakcja oddziału Ilustrowanego Kuriera Codziennego, pod numerem 14 – biuro "Polskiego Kolejarza Górnośląskiego". Na rogu ul. Mariackiej, obok Astorii, zlokalizowany był początkowy przystanek linii atobusowej Katowice –Sosnowiec, uruchomionej we wrześniu 1925. W dwudziestoleciu międzywojennym ulica Mariacka znana była z dużej ilości pracujących tu prostytutek, w szczególności po zlokalizowaniu na rogu z ul. św. Stanisława Hotelu Europejskiego, gdzie często wyczekiwały na klientów.
W 1983 roku przy ulicy Mariackiej została otwarta pierwsza w Katowicach sprzedażna galeria sztuki. Założył ją historyk sztuki Kazimierz Kwade, ojciec uznanej berlińskiej artystki Alicji Kwade.
Kwartał ulic: św. Jana, Dworcowa, Mariacka, Andrzeja Mielęckiego, św. Stanisława i Starowiejska w zamyśle władz Katowic ma się stać tzw. "małym rynkiem". Pierwszym krokiem była organizacja konkursu na opracowanie koncepcji programowo-przestrzennej, urbanistyczno-architektonicznej zagospodarowania ulic św. Jana, Dworcowej, Mariackiej oraz Andrzeja Mielęckiego, św. Stanisława i Starowiejskiej w 2005, który wygrało konsorcjum Autorska Pracownia Architektury Kuryłowicz & Associates i Biuro Autorskie "A i R" Jurkowscy Architekci, min. za "dwustronne obsadzenie drzewami ulicy Mariackiej odtwarza jej pierwotny charakter alei ulicznej zamkniętej widokiem kościoła NMP". Remont ulicy Mariackiej przeprowadzono w 2008; koszt przebudowy wyniósł około 12 milionów złotych.
W dniach 4–26 lipca 2009 na ulicy Mariackiej odbył się cykl imprez Letnie Granie na Mariackiej. 22 września 2009 rozpoczął działalność portal internetowy, poświęcony ulicy – Mariacka.eu.
Znajdujące się na tej ulicy nowoczesne ławki i stół Elipse, projektu Macieja Rutkowskiego, zostały nagrodzone w konkursie Śląska Rzecz (2009). Dnia 6 września 2010 odbyła się impreza Mariacka.OPEN, w dniach 8–17 września 2010 na deptaku znajdował się "Jarmark Katowicki", promujący miasto i sam deptak; 18 i 19 września 2010 na ulicy Mariackiej odbyły się koncerty bluesowe, a 21 września 2010 otwarto wystawę "Katowickie Synagogi", prezentująca materiały archiwalne dotyczące katowickiej synagogi, pochodzące z archiwum Urzędu Miasta Katowice. Od 2009 na ulicy Mariackiej cyklicznie odbywa się szereg imprez plenerowych i koncertów oraz wydarzeń kulturalnych. Pod koniec 2010 kamienicę na rogu ul. Francuskiej i ul. Mariackiej wyburzono. 27 marca 2011 na ul. Mariackiej odbył się koncert "Solidarni z Białorusią", zorganizowany przez Stowarzyszenie Inicjatywa Wolna Białoruś. Pod koniec kwietnia 2011 na deptaku zasadzono trzydzieści ozdobnych drzewek wiśni piłkowanej; rozpoczęto także naprawę odcinka od skrzyżowania z ul. Francuską do Kościoła Mariackiego (koszt naprawy szacowany jest na milion złotych, trwała do czerwca 2011; w 2010 ta część deptaku została uszkodzona przez betoniarkę).

## Obiekty i instytucje

### Historyczne obiekty
Przy ulicy Mariackiej znajdują się następujące historyczne obiekty:
- Kamienica mieszczańska (ul. Mariacka 1)[36]; wzniesiona w 1895; do lat siedemdziesiątych XX wieku w budynku działała kawiarnia Astoria[2][14][37]; kamienica należała do Paula Frantziocha, a w dwudziestoleciu międzywojennym jej właścicielem był Jakub Gałązka[38]. W latach międzywojennych funkcjonował tu oddział towarzystwa ubezpieczeniowego "Silesia"[13].
- Kamienica mieszkalno-handlowa (ul. Mariacka 2)[36]; wzniesiona w 1901 według projektu J. Koenigsbergera w stylu modernizmu z elementami historyzmu, usytuowana na linii pierzei ulicy, narożna. Wybudowano ją na planie w kształcie litery "U". Kamienica jest czterokondygnacyjna, podpiwniczona, z poddaszem. Elewacje wytynkowano (od ul. A. Mielęckiego – trójosiowa, symetryczna; od ul. Mariackiej – sześcioosiowa, niesymetryczna). Bryłę budynku rozbito narożnym wykuszem i nakryto dachem dwuspadowym z wieżyczką – hełmem w narożniku. Parter pierwotnie boniowano, obecnie zachowały się fragmenty boniowania na elewacji od strony ul. Mariackiej. Na czwartej osi tej elewacji umieszczono ozdobny portal bramy wjazdowej zwieńczony festonami. Okna prostokątne umieszczono w stylizowanych obramieniach zdobionych sztukatorskimi klińcami. Na drugiej kondygnacji elewacje są boniowane, powyżej istnieje artykulacja pionowa silnie zaakcentowana za pomocą pilastrów, biegnących aż do gzymsu wieńczącego, wydzielają one osie kamienicy. Na osi narożnej znajduje się dwukondygnacyjny, trójboczny wykusz zwieńczony balkonem. Na osi centralnej elewacji od strony ul. Mielęckiego i na czwartej osi elewacji od strony ul. Mariackiej umiejscowiono balkony z ozdobnymi, kutymi balustradami. We wnętrzu zastosowano trzy klatki schodowe (główna i dwie pomocnicze), a w klatce głównej – schody zabiegowe, w oknach pozostały resztki witrażu. Zachowała się oryginalna stolarka okienna, a w bramie przejazdowej – stiukowa dekoracja ścian i sufitu (fasety). W dwudziestoleciu międzywojennym pod numerem 2 funkcjonowała probiernia A. Bodendorfa[14].
- Kamienica mieszkalno-handlowa (ul. Mariacka 3)[36]. W dwudziestoleciu międzywojennym pod numerem 3 funkcjonowała Liga Obrony Powietrznej i Przeciwlotniczej[39][40], restauracja koszerna "A la Fourchette"[14] oraz oddział towarzystwa ubezpieczeniowego Kotwica.
- Zabytkowe kamienice mieszczańskie – dawny hotel Savoy (ul. Mariacka 4 i 6)[9][14][36]; wzniesione pod koniec XIX wieku, połączone ze sobą w 1911[2]. Na fasadzie budynku pod numerem 6 znajduje się tablica pamiątkowa, informująca o tym, że 31 marca 1938 odbyło się w nim pierwsze posiedzenie Klubu Demokratycznego w Katowicach.
- Kamienica mieszkalno-handlowa (ul. Mariacka 5)[36]. Przed II wojną światową w budynku został założony Dom Techniczno-Handlowy "Industria", należący do Ludwika Żmigroda.
- Kamienica mieszkalno-handlowa (ul. Mariacka 7); wzniesiona w 1898 według projektu Paula Frantziocha[36].
- Zabytkowa kamienica mieszczańska (ul. Mariacka 8)[36]; wzniesiona w 1873, właścicielami budynku były rodziny Feige i Steinitz[11]; w dwudziestoleciu międzywojennym funkcjonowały tu biura wynajmu filmów "Fox Film Corporation" i "Pete-Film"[41].
- Kamienica mieszkalno-handlowa (ul. Mariacka 9)[36].
- Kamienica mieszczańska (ul. Mariacka 10, róg z ul. św. Stanisława)[36]; wzniesiona w 1873; właścicielami budynku były rodziny Nebel, Ratka, Neumann[11]. Wybudowano ją według projektu Ignatza Grünfelda, w stylu neorenesansowym. Do początku XXI wieku w kamienicy znajdował się dom aukcyjny DESA[42]. Na elewacji obiektu zachował się neorenesansowy detal architektoniczny[43].
- Kamienica mieszkalna (ul. Mariacka 12)[36]. W dwudziestoleciu międzywojennym istniał tu Górnośląski Bank Związkowy.
- Kamienica mieszkalna (ul. Mariacka 14)[36]. W dwudziestoleciu międzywojennym istniało tu biuro gazety "Polski Kolejarz Górnośląski".
- Budynek dawnego Hotelu Europejskiego (ul. Mariacka 15)[36].
- Kamienica mieszkalna (ul. Mariacka 16)[36].
- Kamienica mieszkalna (ul. Mariacka 17)[36]. W dwudziestoleciu międzywojennym swoją siedzibę miała tu Ogólna Spółka Rewizyjna i Powiernicza "Vera".
- Kamienica mieszkalna (ul. Mariacka 18)[36]. W budynku 27 stycznia 1901 urodził się Willy Fritsch.
- Kamienica mieszkalna (ul. Mariacka 18a)[36].
- Kamienica mieszkalna (ul. Mariacka 19)[36].
- Kamienica mieszkalna (ul. Mariacka 20)[36].
- Kamienica mieszkalna (ul. Mariacka 21)[36].
- Kamienica mieszkalna (ul. Mariacka 22)[36].
- Kamienica mieszkalna (ul. Mariacka 23); wzniesiona na przełomie pierwszego i drugiego dziesięciolecia XX wieku, w stylu neoklasycyzmu/modernizmu[36].
- Narożna kamienica mieszkalna (ul. Mariacka 24, róg z ul. Francuską)[36]. W dwudziestoleciu międzywojennym zlokalizowany był tutaj oddział Banku Śląskiego - Banque de Silésie SA oraz restauracja Józefa Adamaszka.
- Kamienica mieszkalna (ul. Mariacka 25)[36].
- Narożna kamienica mieszkalna (ul. Mariacka 26, róg z ul. Francuską)[36].
- Narożna kamienica mieszkalna (ul. Mariacka 27, ul. Francuska 5)[36]. W dwudziestoleciu międzywojennym istniała tu restauracja "Kessel", której właścicielem był Juliusz Grundmann. Obiekt zburzono w 2010[44].
- Kamienica mieszkalna (ul. Mariacka 28)[36].
- Kamienica mieszkalna (ul. Mariacka 30)[36].
- Kamienica mieszkalna (ul. Mariacka 31)[36].
- Kamienica mieszkalna (ul. Mariacka 32)[36].
- Kamienica mieszkalna (ul. Mariacka 33)[36].
- Kamienica mieszkalna (ul. Mariacka 34/36)[36].
- Zabytkowa kamienica mieszkalna (ul. Mariacka 35); wzniesiona około 1898 roku w stylu późnego historyzmu; wpisana do rejestru zabytków 22 lipca 2022 roku pod numerem A/1028/22[45].
- Kamienica mieszkalno-handlowa (ul. Mariacka 37)[36].

### Instytucje
Przy ulicy Mariackiej swoją siedzibę mają: galeria "AMC SZTUKA", Hotel Śląski, przedsiębiorstwa wielobranżowe, restauracje, agencje i biura turystyczne, towarzystwa gospodarcze, niepubliczne zakłady opieki zdrowotnej, Fundacja Rozwoju Demokracji Lokalnej – Ośrodek Kształcenia Samorządu Terytorialnego, Instytut Gospodarki Nieruchomościami, kancelarie notarialne, Polski Związek Motorowy, Telefon Informacyjny AA.

## Komunikacja

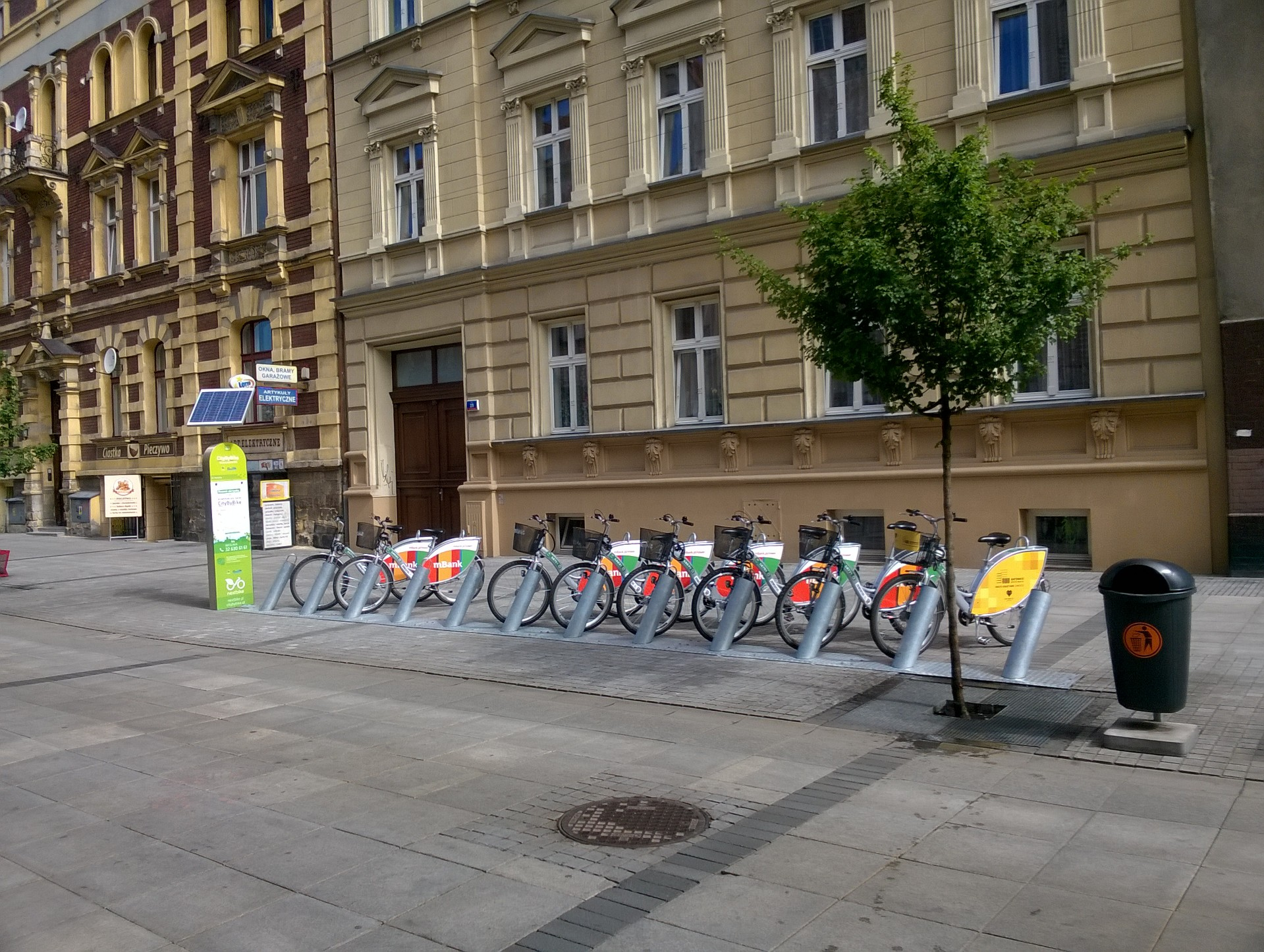
Stacja roweru miejskiego

Przy ulicy Francuskiej, krzyżującej się z ul. Mariacką, znajduje się przystanek Katowice Mariacka, przy którym zatrzymują się linie autobusowe ZTM. Na ulicy znajduje się również stacja roweru miejskiego Metrorower nr 27663.

## Wydarzenia
W dniach 25-26 sierpnia 2012 na ulicy Mariackiej odbyło się Grand Prix Polski w pétanque - rozgrywki najlepszych drużyn z Polski i zaproszonych gości z zagranicy (Białoruś, Czechy, Słowacja, Ukraina) w konkurencji tripletów. Wśród drużyn z Polski znaleźli się finaliści takich imprez jak Puchar Polski w pétanque, Centrope Cup czy Międzynarodowy Festiwal Pétanque, a także najlepsze drużyny eliminacji Mistrzostwa Polski. Za realizację imprezy odpowiadały Stowarzyszenie Domu Miasta Saint-Etienne i Śląski Klub Petanque "Carbon".